# Karel Staller
Karel Staller (též později anglicky Charles Staller, 11. března 1896 Velká Bíteš – 23. září 1975 Cheam, Surrey) byl český konstruktér palných zbraní a v období tzv. druhé republiky a německé okupace Čech, Moravy a Slezska potom generální ředitel Zbrojovky Brno. V této pozici se zapojil do domácího protinacistického odboje. Po únoru 1948 emigroval z Československa do Spojených států a posléze dožil v Anglii.

## Život

### Mládí
Narodil se ve Velké Bíteši na Vysočině do rodiny nájemců zdejšího pivovaru. Vychodil reálné gymnázium ve Velkém Meziříčí, v letech 1914-1921 (přerušeno první světovou válkou) potom studoval strojní inženýrství a elektroinženýrství na České vysoké škole technické v Brně.  

### Zbrojovka Brno
Nedlouho nato, roku 1923, nastoupil jako zbrojní konstruktér do závodu Zbrojovka Brno, jednoho z největších zbrojních závodů v tehdejším Československu. Mj. se zde podílel na konstrukci lehkého kulometu BREN pro britskou armádu, vyvíjeným ve spolupráci s londýnskou zbrojovkou v Enfieldu. Rovněž se stal také autorem loga továrny, kterému dominuje iniciála Z. V podniku se během 20. a 30. let 20. století vypracoval v jednoho z klíčových zaměstnanců, roku 1929 se stal technickým ředitelem závodu.

### Druhá světová válka
Po událostech Mnichovské dohody roku 1938 a německé okupace Čech, Moravy a Slezska v březnu 1939 pak došlo k emigraci ředitele zbrojovky, Eduarda Outraty, který se připojil k exilové vládě Edvarda Beneše v Londýně. Staller byl následně jmenován generálním ředitelem podniku, posléze pak přešel na pozici náměstka ředitele. Zároveň navázal kontakty s Benešovou vládou i vedením rodícího se domácího odboje proti nacistické okupační moci. Z protektorátu byl schopen zajistit transport rozsáhlé zbrojní dokumentace továrny a vyvést také značný obnos peněz ve prospěch čs. londýnského exilu. Spolupracoval mj. s organizacemi Obrana národa, ÚVOD, Parsifal a dalšími, především jako spojka, informátor či sponzor. V závěru války byl sledován gestapem, zatčen však nebyl. 

### Po roce 1945
Po osvobození Československa v květnu 1945 byl místa ve vedení podniku zbaven a následně byl nucen pracně prokázat svou odbojovou činnost. V letech 1946 až 1947 byl členem Spojenecké kontrolní komise v Německu, v letech 1947 až 1949 působil jako ředitel kovoprůmyslového podniku v Bratislavě.
Po komunistickém převratu v únoru 1948 a nastolení komunistického režimu v ČSR se pak s rodinou rozhodli emigrovat a roku 1949 po ilegálním překročení hranic odcestovali přes Rakousko do Spojených států amerických. 
Usadili se ve státě New Jersey, kde Staller pracoval mj. pro leteckou společnost Wright Air Force. Roku 1975 se odstěhoval do Anglie.

### Úmrtí
Karel Staller zemřel 23. září 1975 v anglickém Cheamu v hrabství Surrey ve věku 79 let. Pohřben byl na zdejším hřbitově, nedaleko hrobů několika čs. letců RAF padlých za druhé světové války.
V roce 1999 získal in memoriam čestné občanství města Velká Bíteš. 